# 명덕초등학교 (강원)
명덕초등학교는 대한민국 강원특별자치도 홍천군 남면 양덕원리에 있는 공립 초등학교이다.

## 학교 연혁
- 1919년 5월 17일 양덕원공립보통학교 개교(설립인가 5월 10일)
- 1938년 4월 1일 명덕공립심상소학교 개편
- 1941년 4월 1일 명덕공립국민학교 개편
- 1996년 3월 1일 명덕초등학교로 개칭
- 1999년 9월 1일 용수분교장 본교로 통합
- 2013년 9월 12일 학교 본관 현관 개선,과학실 현대화 리모델링 및 안전시설 설치
- 2014년 12월 4일 명덕초등학교 친환경 증축교실 준공
- 2018년 9월 1일 제33대 최대일 교장 부임
- 2019년 5월 17일 개교 100주년 기념식 및 기념비 제막식
- 2019년 5월 17일 개교 100주년 기념문화관 개관
- 2019년 11월 25일 명덕 생태학습장 준공
- 2021년 1월 8일 제97회 졸업식 거행(총 5,210명)

## 학교 상징
- 교화 : 장미 - 온갖 정열 모아 붉게 핀 장미처럼 아름답고 사랑받는 어린이
- 교목 : 향나무 - 언제나 푸르른 향나무처럼 푸른꿈 밝은 미래를 향해 밝게 자라는 어린이

## 참고 자료
- 명덕초등학교 - 한국교육학술정보원 학교알리미